# Racosperma microneurum
Racosperma microneurum là một loài thực vật có hoa trong họ Đậu. Loài này được (Meisn.) Pedley mô tả khoa học đầu tiên năm 2003.